# 秘書省
秘書省（ひしょしょう）は、中国の古代官制の一つ。蓬山・麟台とも称する。
晋朝により設置された秘書寺を前身とする。後に秘書省と改められ、監や丞などの官人を置いた。唐代になると秘書省は太史・著作の二極を管轄し、一時期は蓬山・麟台と改称された。明代以降は翰林院に統合された。主要業務は経籍の管理など宮中における図書一般の管理である。
秘書省は秘書監（宮中図書館長、従三品）1名、秘書少監（副長官、別名は蘭台侍郎、従四品）2名、秘書丞1名、秘書郎4名、校書郎8名、正字4名、主事1名、令史4名、書令史9名、典書4名、楷書10名、亭長6名、掌固8名、熟紙匠10名、装潢匠10名、筆匠6名の88名が定員である。